# Purwosari
Purwosari ist ein Distrikt (Kecamatan) im Regierungsbezirk (Kabupaten) Gunungkidul der Sonderregion Yogyakarta im Süden der Insel Java. Der Kecamatan ist der südwestlichste Kecamatan im Kabupaten und zählte Ende 2021 21.308 Einwohner auf 68,43 km² Fläche.

## Geographie
Purwosari grenzt an folgende Kecamatan:
| Richtung0000 | Name Kec.                           | Kabupaten                           | Provinz                             |
| Westen       | Kretek                              | Bantul                              | DIY*                                |
| Nordwesten   | Pundong                             | Bantul                              | DIY*                                |
| Norden       | Imogiri                             | Bantul                              | DIY*                                |
| Osten        | Panggang                            | Gunungkidul                         | DIY*                                |
| Süden        | Indischer Ozean (~ 10 km): 2 Dörfer | Indischer Ozean (~ 10 km): 2 Dörfer | Indischer Ozean (~ 10 km): 2 Dörfer |

* D.I.Yogyakarta

## Verwaltungsgliederung
Der Kecamatan (auch Kapanewon genannt) gliedert sich in fünf ländliche Dörfer (Desa, auch Kalurahan genannt):
| PUM-Code 1    | Desa           | Fläche (km²) | Bevölkerung zur Volkszählung 2 | Bevölkerung zur Volkszählung 2 | Bevölkerung zur Volkszählung 2 | Bevölkerung zur Volkszählung 2 | Bevölkerung zur Volkszählung 2 | Bevölkerung zur Volkszählung 2 | Padu- kuhan 4 | RW/ RT 5 |
| PUM-Code 1    | Desa           | Fläche (km²) | 002000                         | 002010                         | Männer                         | Frauen                         | 002020                         | Dichte 3                       | Padu- kuhan 4 | RW/ RT 5 |
| ------------- | -------------- | ------------ | ------------------------------ | ------------------------------ | ------------------------------ | ------------------------------ | ------------------------------ | ------------------------------ | ------------- | -------- |
| 34.03.18.2001 | Giripurwo      | 27,26        | 7.506                          | 8.031                          | 4.286                          | 4.545                          | 8.831                          | 324,0                          | 10            | 10/98    |
| 34.03.18.2002 | Giricahyo      | 16,36        | 3.715                          | 4.015                          | 2.014                          | 2.111                          | 4.125                          | 252,1                          | 7             | 7/37     |
| 34.03.18.2003 | Girijati       | 7,65         | 2.047                          | 2.137                          | 1.042                          | 1.067                          | 2.109                          | 275,7                          | 4             | 4/21     |
| 34.03.18.2004 | Giriasih       | 8,43         | 1.350                          | 1.448                          | 739                            | 770                            | 1.509                          | 179,0                          | 4             | 4/14     |
| 34.03.18.2005 | Giritirto      | 12,06        | 3.730                          | 3.730                          | 1.990                          | 2.091                          | 4.081                          | 338,4                          | 7             | 7/51     |
| 34.03.18      | Kec. Purwokero | 71,76        | 18.348                         | 19.361                         | 10.071                         | 10.584                         | 20.655                         | 287,8                          | 32            | 32/221   |

## Demographie
Grobeinteilung der Bevölkerung nach Altersgruppen (zum Zensus 2020)
| Altersgruppen | 00Männer | 00Frauen | zusammen |
| ------------- | -------- | -------- | -------- |
| 0 – 14        | 1.996    | 1.915    | 3.911    |
| 15 – 64       | 6.646    | 6.761    | 13.407   |
| 65+           | 1.429    | 1.908    | 3.337    |
| gesamt        | 10.071   | 10.584   | 20.655   |
| anteilig (%)  |          |          |          |
| 0 – 14        | 19,82    | 18,09    | 18,93    |
| 15 – 64       | 65,99    | 63,88    | 64,91    |
| 65+           | 14,19    | 18,03    | 16,16    |

### Bevölkerungsentwicklung
In den Ergebnissen der sieben Volkszählungen seit 1961 ist folgende Entwicklung ersichtlich:
| Einheit/Jahr     | 1961         | 1971         | 1980         | 1990         | 2000         | 2010         | 2020         |
| ---------------- | ------------ | ------------ | ------------ | ------------ | ------------ | ------------ | ------------ |
| Kec. Purwosari   | 18.904       | 19.571       | 18.950       | 17.673       | 18.348       | 19.361       | 20.655       |
| Anteil in %      | 3,31         | 3,16         | 2,87         | 2,71         | 2,74         | 2,87         | 2,76         |
| Kab. Gunungkidul | 571.823      | 619.117      | 659.486      | 651.004      | 670.433      | 675.382      | 747.161      |
| Sonderregion DIY | 00 2.231.062 | 00 2.487.177 | 00 2.750.025 | 00 2.912.611 | 00 3.120.478 | 00 3.457.491 | 00 3.66.8719 |